# Typhlophis squamosus
Typhlophis squamosus là một loài rắn trong họ Anomalepididae. Loài này được Schlegel mô tả khoa học đầu tiên năm 1839.